# Гарнов, Артём Валерьевич
Артём Валерьевич Гарнов — солист в московском театре «Новая опера», победитель IV Всероссийского конкурса им. А. Иванова в 2005 году и обладатель специального приза жюри Национальной оперной премии «Онегин».

## Биография
Артём Гарнов стал заниматься в хоровой школе мальчиков и юношей «Дубна» в пятилетнем возрасте. В возрасте 16 лет — в 1998 году завершил свое обучение и стал выпускником хоровой школы, которую создала Ольга Ивановна Миронова. Артем Гарнов отмечал, что учителя в хоровой школе отличались высоким профессионализмом, объясняли своим ученикам, что важно проявлять терпение и идти к конечному результату. С обучением в школе певец связывает свои первые зарубежные гастроли, которые состоялись в двенадцатилетнем возрасте, тогда Артем Гарнов посетил Германию, Голландию и Францию. Обладатель баритона.
Гарнов — победитель IV Всероссийского конкурса имени А. Иванова.
С 2007 по 2008 год был участником Московской международной вокальной школы, проходил обучение у Джорджа Дардена, Дайаны Зола, Ричарда Бадо, Джандоменико Бизи и Глории Борелли. В 2011 году окончил вокальный факультет Академии хорового искусства им. В. С. Попова, обучался в классе Д. Ю. Вдовина. С 2009 года солист театра «Новая опера».
Артём Гарнов отмечен особым призом жюри оперной премии «Онегин» в 2016 году.